# Restriktionsstelle
Die Restriktionsstelle (synonym Restriktionssequenz) ist eine DNA-Sequenz, an der ein bestimmtes Restriktionsenzym bindet und die DNA schneidet.

## Eigenschaften
Jedes Restriktionsenzym besitzt eine charakteristische DNA-Sequenz (Erkennungssequenz) von meistens drei bis acht Basenpaaren, an die es binden kann. Die zwei verschiedenen Restriktionsstellen und die an dieser Stelle schneidenden Restriktionsenzyme werden im Zuge einer Klonierung so ausgewählt, dass nach dem Restriktionsverdau der DNA eine Ligation mit dem Vektor in korrekter Orientierung erfolgen kann. Da Restriktionsenzyme meistens als Homodimere an die Erkennungssequenz binden, sind die Erkennungssequenzen palindromisch. Isoschizomere erzeugen den gleichen DNA-Schnitt, während Neoschizomere nur die gleiche Erkennungssequenz besitzen.
Manche Restriktionsstellen erzeugen blunt ends (Schnittstellen ohne Basenüberhang), andere sticky ends (Schnittstellen mit Basenüberhang). Ein Basenüberhang erlaubt die Bindung einer anderen DNA mit komplementärem Basenüberhang durch Basenpaarung, wodurch die Ligation durch eine DNA-Ligase viel effizienter verläuft.
REBASE ist eine Online-Datenbank, die Restriktionsstellen aufführt.